# 219 г. пр.н.е.
219 (двеста и деветнадесета) година преди новата ера (пр.н.е.) е година от доюлианския (Помпилийски) римски календар.

## Събития

### В Римската република
- Консули са Луций Емилий Павел и Марк Ливий Салинатор.
- Консулите са изпратени с втора морска експедиция, за да защитят римските протекторати в Илирия от атаки.[1] Започва Втората илирийска война срещу Деметрий от Фарос.[2]
- Илирийските градове Дималум и Фарос са обсадени като първия пада след седем дни, а вторият след само един. Деметрий е принуден да бяга извън владенията си в Македония, а на илирийците са наложени условия като тези след края на първата война.[3]

### В Испания
- Ханибал превзема независимия град Сагунт, който разчита на приятелството си с Рим, след дълга обсада.[2] Това ще се окаже повод за началото на Втората пуническа война.

### В Египет
- Започва Четвъртата сирийска война между птолемейски Египет начело с Птолемей IV и Селевкидската империя начело с Антиох III. Антиох превзема Селевкия Пиерия и нахлува в Коилесирия.[4]
- Клеомен III бяга от египетски затвор и след като не успява да вдигне бунт в Александрия се самоубива.

## Починали
- Клеомен III, цар на Спарта (роден 254 г. пр.н.е.)